# 稲荷卓央
稲荷 卓央（いなり たくお、1970年1月16日 - ）は、日本の俳優。
北海道網走市出身。東映マネージメント、劇団唐組所属。

## 来歴・人物
- 1991年、劇団唐組に入団[1]。1991年から2015年まで全作品にほぼ主演で出演[1]。
- 特技：空手（初段）、趣味：料理[1]
- 唐組のほか、他劇団の作品へも出演。舞台だけでなく映画・テレビドラマ、吹替え声優などでも活動中。

## 出演

### 劇団唐組舞台
- 『泥人魚』主演（2004年）[1]
- 『盲導犬』主演（2009年）[1]
- 『鉛の兵隊』主演（2013年）[1]
- 『ビニールの城』主演（2019年）

### 他劇団への客演
- 新宿梁山泊『吸血姫』（2000年） - 主演 肥後守（ひごのかみ） 役[1]
- 水戸芸術館『ふたりの女』（2001年） - 主演 光一 役[1]
- 水戸芸術館『泣かないのか?泣かないのか、1973年のために』 - 主演（2002年）[1]
- 水戸芸術館『ラ・クカラチャ』（2005年） - 主演[1]
- 水戸芸術館『麗しのハリマオ』（2007年） - 主演[1]
- 結城座『森の中の海』（2007年、作・演出 渡辺えり） - 主演[1]
- 空晴 第10回公演『これまでの時間は』（2012年）[1]
- 新宿梁山泊『風のほこり』（2013年） - 主演 水守三郎 役[1]
- 新宿梁山泊『少女仮面』（2013年） - 甘粕大尉・ボーイ 2 役[1]
- オフィス300 音楽劇『あかい壁の家』（2013年、作・演出　渡辺えり）[1]
- オフィスコットーネ『密会』（2014年、作：大竹野正典 演出：日澤雄介） - 主演[1]
- キャラメルボックス　アコースティックシアター・ダブルフィーチャー『ヒトミ』（2014年）[1]
- プロジェクト・ニクス『新宿版 千一夜物語』（2015年、作：寺山修司　演出：金守珍） - 主演 天狼天馬 役[1]
- 東京乾電池『嗤うカナブン』（2018年、作：川村 毅 演出：柄本明） - 主演 アラン 役[1]
- A4『オーファンズ』演出：シライケイタ（2020年） - ハロルド 役[1]
- 空晴 第20回公演『向こうの景色』（2021年）[1]
- パルコステージ2022『幽霊はここにいる』（2022年） - 市民A（元少佐）役
- 超ハジケステージ☆ボボボーボ・ボーボボ（2024年10月23日 - 10月31日、シアター1010） - 首領パッチ 役[2]
- KAAT×新ロイヤル大衆舎 vol.2『花と龍』（2025年2月8日 - 22日、KAAT神奈川芸術劇場）[3]
- 彩の国シェイクスピア・シリーズ2nd Vol.2『マクベス』（2025年5月8日 - 25日、彩の国さいたま芸術劇場 大ホール）[4]

### テレビドラマ
- 大河ドラマ（NHK）
  - 真田丸（2016年） - 跡部勝資（武田家重臣）役[1]
  - 青天を衝け（2021年） - 徳川慶勝役[1]
- 連続テレビ小説（NHK）
  - なつぞら（2019年、NHK） - 第2週[1]
  - ちむどんどん（2022年） - 第3週 真境名商事専務 役[1]
- ハンチョウ〜神南署安積班〜（TBS）
  - シリーズ3 - 鑑識 役（2010年）[1]
  - シリーズ4 - 鑑識 役（2011年）[1]
- アンドロイドは猿の夢を見るか?～THE CRAZY MAGIC～専務 役（2010年、MIZUNET-TV）[1]
- パーティーは終わった（2011年、BeeTV）[1]
- ヤバい検事 矢場健〜ヤバケンの暴走捜査〜（2014年、フジテレビ）[1]
- 水曜ミステリー9 警視庁特命刑事☆二人 ～代官山コールドケース～（2015年、テレビ東京）[1]
- プリンセスメゾン第4話（2016年、NHK）[1]
- 忠臣蔵の恋〜四十八人目の忠臣〜第3話、第4話（2016年、NHK）[1]
- 警視庁捜査一課9係（テレビ朝日）
  - season11第7話（2016年）[1]
  - season12第9話（2017年）[1]
- 月曜ゴールデン 窓際太郎の事件簿30（2016年、TBS）[1]
- 土曜ドラマ 逃げる女（2016年、NHK）[1]
- 大河ファンタジー 精霊の守り人 3rd.シーズン（2017年、NHK）[1]
- 土曜時代ドラマ アシガール（2017年、NHK）[1]
- 名奉行!遠山の金四郎（2017年、TBS）[1]
- ドラマW 獄の棘第3、4話（2017年、WOWOW）[1]
- アガサ・クリスティ そして誰もいなくなった前編 武藤昇三 役[要出典]（2017年、テレビ朝日）[1]
- 特集ドラマ アシガール SP ～超時空ラブコメ再び～（2018年、NHK）[1]
- 第42回 創作テレビドラマ大賞 週休4日でお願いします（2019年、NHK）[1]
- 月曜名作劇場 警視庁SP特命係（2019年、TBS）[1]
- 半沢直樹イヤー記念・エピソードゼロ（2020年、TBS）[1]
- 日曜劇場 半沢直樹 第2話（2020年、TBS）[1]

### 映画
- ガラスの使徒 芹川洋次郎（2004年）[1]
- シアトリカル 唐十郎と劇団唐組の記録（2007年）[1]
- アゲイン 長ヶ崎教授（2014年）[1]
- 龍馬裁判吉本検事[要出典]（2017年）[1]
- 漫画誕生 検事・古賀（2019年）[1]
- 胴鳴り 沼田幸雄（2024年）[5]
- 室町無頼（2025年）[6]

### CM
- サントリー「缶チューハイ」 チューハイの声（2006年）[1]
- 長野県共済「県民共済」 若いお父さん（2006年）[1]
- Microsoft OFFICE2008「長い家路」編 刑事（2008年）[1]
- 明治「アーモンドチョコレート」（2015年）[1]
- アルファイン「エステWAM」（2017年 - ）[1]

### ラジオ
- 青春アドベンチャー/夜哭鳥 羽州ぼろ鳶組（2019年、NHK-FM）[1]

### 吹き替え
- スノードロップ - ナム・テイル（2022年、Disney+）[1]